# Хаджі Омеран
Хаджі Омеран (курд. حاجی ئۆمەران ,Hacî Omeran;  араб. حاج عمران) — місто, розташоване в провінції Арбіл Іракського Курдистану поблизу ірансько-іракського кордону. Лежить за 180 кілометрів на північний схід від Ербіля та 20 кілометрів на схід від Чомана. Місто населене курдами.